# Saulsbury
Saulsbury é uma cidade  localizada no estado norte-americano de Tennessee, no Condado de Hardeman.

## Demografia
Segundo o censo norte-americano de 2000, a sua população era de 99 habitantes.
Em 2006, foi estimada uma população de 97, um decréscimo de 2 (-2.0%).

## Geografia
De acordo com o United States Census Bureau tem uma área de
0,9 km², dos quais 0,9 km² cobertos por terra e 0,0 km² cobertos por água. Saulsbury localiza-se a aproximadamente 163 m acima do nível do mar.

## Localidades na vizinhança
O diagrama seguinte representa as localidades num raio de 20 km ao redor de Saulsbury.